# بنجة
البَنَجَة جنس حشرات قانصة من خنفساء الأرض موطنه منطقة مواطن القارة الشمالية (بما في ذلك أورُبَّة) والشرق الأدنى وشمال إفريقية. أجسامها تطول من 8 إلى 12 مم. رؤوسها صغيرة ناشزة. زباناها خيطية مستطيلة. تآشيرها وفكوكها قياسية. ملامسها مدبة الفصل الطرفية. كواسلها محدودبة. أغمادها لاحفة، تساعية الأخاديد النحلية القاطبة. بطونها مفلطحة. قوائمها نشيطة. يكثر فيها الأسود يعلوه تبقيج أحمر. الحشرة الجملانة قانصة. اليرقة واثجة وقانصة.